# Orthetrum martensi
Orthetrum martensi är en trollsländeart som beskrevs av Syoziro Asahina 1978. Orthetrum martensi ingår i släktet Orthetrum och familjen segeltrollsländor. Inga underarter finns listade i Catalogue of Life.